# Piptadenia paniculata
Piptadenia paniculata är en ärtväxtart som beskrevs av George Bentham. Piptadenia paniculata ingår i släktet Piptadenia och familjen ärtväxter.

## Underarter
Arten delas in i följande underarter:
- P. p. aculeata
- P. p. paniculata